# Capila pennicillatum
Capila pennicillatum is een vlinder uit de familie van de dikkopjes (Hesperiidae). De wetenschappelijke naam van de soort is voor het eerst gepubliceerd in 1892 door Lionel de Nicéville.
De soort komt voor in India (Noordoost-Bengalen).